# Poręba (Sielnica)
Poręba – część wsi Sielnica w Polsce położona w województwie podkarpackim, w powiecie przemyskim, w gminie Dubiecko.
W latach 1975–1998 Poręba administracyjnie należała do województwa przemyskiego.